# 马塞多尼亚
马塞多尼亚是巴西圣保罗州的一个市镇。总面积329.103平方公里，总人口3617人，人口密度11人/平方公里。